# NGC 2832
NGC 2832 (również PGC 26377 lub UGC 4942) – galaktyka eliptyczna (E2), znajdująca się w gwiazdozbiorze Rysia. Odkrył ją 13 marca 1850 roku George Stoney – asystent Williama Parsonsa. Wraz z NGC 2830 i NGC 2831 wchodzi w skład grupy galaktyk skatalogowanej jako Arp 315 w Atlasie Osobliwych Galaktyk Haltona Arpa, ponieważ jednak przesunięcia ku czerwieni tych galaktyk dość mocno się różnią, nie jest pewne, czy galaktyki te są ze sobą fizycznie związane.
W galaktyce NGC 2832 zaobserwowano supernową SN 2014ai.